# Royaume gay et lesbien des Îles de la mer de Corail
Le royaume gay et lesbien des Îles de la mer de Corail (en anglais : Gay and Lesbian Kingdom of the Coral Sea Islands) est une ancienne micronation située sur l'île de Cato Reef. Créé symboliquement en 2004 par des militants homosexuels de l'État australien du Queensland, il est « dissous » en 2017 lorsque le mariage homosexuel est légalisé par le gouvernement australien.

## Histoire
Le 14 juin 2004, un groupe d’Australiens déçus par la décision du parlement australien d’interdire le mariage homosexuel,,,revendiquent le territoire des Îles de la mer de Corail et font sécession avec l’Australie, après avoir rallié la plus grande des îles et brandi le drapeau arc-en-ciel. L’un des membres du groupe, Dale Parker Anderson, est proclamé empereur Dale Ier. 
Les fondateurs du royaume lance une déclaration d’indépendance :

« [...] Nous, homosexuels, nous sommes honnêtement efforcés de nous intégrer dans la vie sociale des communautés qui nous entourent et d’être traités de manière égale. On ne nous le permet pas. C’est en vain que nous agissons en loyaux patriotes, notre loyauté allant dans certains domaines à l’extrême ; c’est en vain que nous faisons le même sacrifice de notre vie et de nos biens que nos concitoyens ; c’est en vain que nous faisons tout notre possible pour accroître la renommée de notre pays natal dans les sciences et les arts, ou sa richesse par les échanges et le commerce. Dans les pays où nous avons vécu depuis des siècles, nous sommes toujours décriés comme des étrangers… Dans ce monde tel qu’il est et pour une durée indéfinie… Je pense qu'on ne nous laissera pas en paix. [...] »

Les déclarations du royaume ne sont reconnues par aucun État. Les îles de la mer de Corail sont inhabitées. Toute personne homosexuelle a le droit de devenir citoyen du royaume gay et lesbien des Îles de la mer de Corail. Aucun visa n’est demandé car « leur sexualité est leur passeport » selon le premier ministre du royaume.
L’hymne national est I Am What I Am de Gloria Gaynor. Le royaume édite ses propres timbres en juin 2006.
Le royaume est dissout en 17 novembre 2017, après que le mariage homosexuel en Australie a été légalisé.